# Glenea submephisto
Glenea submephisto är en skalbaggsart som beskrevs av Stefan von Breuning 1958. Glenea submephisto ingår i släktet Glenea och familjen långhorningar.
Artens utbredningsområde är Gabon. Inga underarter finns listade i Catalogue of Life.